# Kislino (Koersk)
Kislino (Russisch: Кислино) is een plaats (choetor) in de Russische oblast Koersk, district Koerski, selsovjet Rysjkovski.

## Geografie
Kislino ligt op het Centraal-Russisch Plateau, in het stroomgebied van de Sejm (de linker zijrivier van de Desna), aan de zuidelijke grens van Koersk, 3 km van de selsovjetcenter – Rysjkovo.

### Klimaat
Net als in de rest van het district, is het lokale klimaat vochtig continentaal, met significante regenval gedurende het hele jaar (Dfb volgens de klimaatclassificatie van Köppen).

## Inwonersontwikkeling
| Jaar | Aantal inwoners |
| ---- | --------------- |
| 2002 | 449             |
| 2010 | 504             |

Opmerking: Volkstelling

## Economie en infrastructuur
De plaats heeft de volgende straten: pereoelok 1-yj Lermontova, pereoelok 2-oj Lermontova, 8 marta, Avangardnaja, Arktitsjeskaja, Achmatovoj, Begovaja, Bezymjannaja, Berjozovaja, Blagopoloetsjnaja, Boemazjnaja, Donskaja, Feta, Froektovaja, Gagarina, Gogolja, Gontsjarnaja, Gorochovaja, Granitnaja, Izoemroednaja, Jelisejeva, Jesenina, Joezjnaja, Kalinina, Kazanskaja, Kirpitsjnaja, Kolchoznaja, Kompleksnaja, Kosmonavtov, Lenina, Lermontova, Lesnaja, Ljoebimaja, Lva Tolstogo, Majakovskogo, Masterovaja, Mirnaja, Narodnaja, Nekrasova, Novaja, Oedatsjnaja, Oespesjnaja, Olchovaja, pereoelok Ostrovskogo, Pesotsjnaja, Pobedy, Polevaja, Progonnaja, Prostornaja, Poesjkina, Sadovaja,Svetlaja, Svobodnaja, Slavjanskaja, Sovetskaja, Stsjastlivaja, Tichaja, Toelskaja, Tsvetajevoj, Tsentralnaja, Tsjechova, Varsjavskaja, Vatoetina, Vesjolaja, Visjnjovaja, Voznesenskaja, Vostotsjnaja, Zjoekovskogo, Zapovednaja en Zjeljonaja (1535 huizen).

### Verkeer
Kislino ligt 1,5 km van de federale autoweg M-2 of Krim (toegangsweg naar de stad Koersk).
1. Anpilogovo · 1. Bezlesnoje · 1. Koerasovo · 1. Krasnikovo · 1. Mokva · 1. Pisklovo · 1. Sjemjakino · 1. Tsvetovo · 1. Vinnikovo · 2. Anpilogovo · 2. Bezlesnoje · 2. Boekrejevo · 2. Koerasovo · 2. Krasnikovo · 2. Mokva · 2. Nizjnjaja Medveditsa · 2. Pisklovo · 2. Sjemjakino · 2. Vinnikovo · Aleksandrovka · Aleksandrovka · Aljabjevo · Aljabjevo · Barysjnikovo · Belomestnoje · Berjozka · Besedino · Bezobrazovo · Boekrejevka · Boekrejevka · Boekrejevo · Boekrejevskije Vyselki · Bolsjoje Loekino · Bolsjoje Maltsevo · Bolsjoje Sjoemakovo · Brezjnevo · Chalino · Chardikovo · Chmelevaja · Choroezjevka · Chrenovets · Chvosjtsjin · Chvostovo · Demino · Denisovo · Doebovets · Doebovets · Doechovets · Doechovets · Doernevo · Dolgoje · Dronjajevo · Frolovka · Glebovo · Gnezdilovo · Goloebitskoje · Gorodisjtsje · Gremjatsjka · Iskra · Ivanovka · Ivanovka · Jakoenino · Jekaterinovka · Jelkovo · Jerjomino · Jeskovo · Joebilejny · Kalinin · Kamenevo · Kamenevo · Kamysji · Karasevka · Kasinovski · Kastornaja · Kirejevka · Kislino · Kizilovo · Kljoekva · Kljoekvinski · Koekoejevka · Koeritsa · Koerkino · Koetepova · Koevsjinnoje · Kolodnoje · Konevo · Korelovo · Krasny Pachar · Lazoerny · Lebjazje · Lipovets · Lisovo · Majkovo · Majskaja Zarja · Malachovo · Malaja Sjoemakovka · Malinovy · Maloje Loekino · Maloje Maltsevo · Marsjala Zjoekova · Melnikov · Michajlovo · Mlodat · Moeravlevo · Moeravlevo · Moerynovka · Mosjkino · Nartovo · Nikolajevka · Nikolajevka · Nizjneje Bartenevo · Nizjnekasinovo · Nizjnjaja Medveditsa · Nizjnjaja Zabolot · Novoposelenovka · Novoretsjenski · Novosjolovski · Nozdratsjevo · Oesjakovo · Otresjkovo · Ovsjannikovo · Pachomovo · Pasjino · Pasjkovo · Petrin · Petrovskoje · Pimenovo · Podlesny · Polevaja · Poljanskoje · Postojalyje Dvory · Potapovo · Pronskoje · Radino · Rassylnaja · Razinkovo · Reoetov · Rogovka · Rysjkovo · Sablin · Sacharovka · Samorjadovo · Sapogovo · Selichovy Dvory · Semidesny · Semjonovka · Semjonovka · Sjagarovo · Sjechovtsovo · Schoeklinka · Sjoemakov · Sjtsjetinka · Smorodnoje · Sotnikovo · Stepnoi · Tatarenkova · Tjoply · Tsjaplygina · Tsjerjomoesjki · Tsjoejkova · Tsjoerilovo · Toetovo · Tolmatsjovo · Tolmatsjovo · Toporok · Troitsa · Verchneje Bartenevo · Verchneje Goetorovo · Verchnekasinovo · Verchnjaja Medveditsa · Verchnjaja Zabolot · Verjovkino · Vinnikovo-Nikolajevka · Vinogrobl · Vodjanoje · Voloboejevka · Voloboejevo · Voloboejevo · Vorontsovo · Vorosjnevo · Voskresenovka · Vvedenskoje · Zapovedny · Zjerdevo · Zjerebtsovo · Zjiljajevo · Zjoeravlin · Zoebkov · Zorino · Zorino · Zvjagintsevo